# Tătărani (okręg Prahova)
Tătărani – wieś w Rumunii, w okręgu Prahova, w gminie Bărcănești. W 2011 roku liczyła 3013 mieszkańców.